# بيت الحربي (حجة)

تعديل مصدري - تعديل

بيت الحربي هي إحدى قرى عزلة جبل عيان بمديرية حجة التابعة لمحافظة حجة، بلغ تعداد سكانها 51 نسمة حسب تعداد اليمن لعام 2004.